# ماسرجويه
ماسرجويه (بالفارسية: مسرجویه) أو ماسرجيس، طبيب ومترجم يهودي، عاش في القرن الأول الهجري القرن السابع الميلادي، دخل تاريخ الطب العربي من أوسع أبوابه، فهو أَوّل مُترجم لكتاب طبي إلى العربية، ذلك أنه نقل من السريانية إلى العربية كتاب كناش أهرن للقسّ الإسكندري.

## حياته
لقب ماسرجويه بمطبب البصرة، وسماه الرازي باليهودي. طبيب وفيلسوف عراقي يهودي عاش في القرن السابع الميلادي. نشأ في البصرة، وطبب عمر بن عبد العزيز. وقد نقل ماسرجويه بعض مؤلفات الفيلسوف السكندري أهرون القس من السريانية إلى العربية، والف إلى جانب هذا كناشا وكتابين في طب الغذاء وطب العيون. و(الكناش) هو الدليل الطبي وهو كتيب صغير يحوي معلومات وارشادات عامة للاطباء.

## الترجمة
نقل من ماسرجويه من اللغة السريانية إلى العربية في عهد الدولة الأموية كتاب كنّاشَ أهرن للقسّ الإسكندري الذي كتبه باللغة اليونانية. وقد ظلت الترجمة العربية محفوظة في خزانة الخلافة إلى أن أخرجها عمر بن عبد العزيز (99 هـ - 101 هـ) للناس، فقامت منذ ذلك التاريخ بدور مهم عند المؤلفين القدامى في حقل الطب العربي، واستمر أثرها حتى القرن السابع الهجري القرن الثالث عشر الميلادي. هذه الترجمة لم تصل منها إلاّ أن مقتبسات عديدة، منها حفظها المؤلفون العرب الأوائل في كتبهم، من أمثال الرازي في كتاب الحاوي، وعلي بن ربن الطبري في كتاب فردوس الحكمة، وقد أشار هؤلاء وغيرهم إلى هذه المقتبسات بكلمة أهرن أو كنّاش أهرن.
كان غوسيوس في القرن السادس الميلادي، قد ترجم كتاب كناش أهرن من اليونانية إلى السريانية. إلاّ أن هذه الترجمة ضاعت باكراً، وآخر من رآها هو غريغوريوس أبو الفرج ابن العبري، في القرن الثالث عشر الميلادي. وقد أضاف ماسرجويه إلى كناش أهرن مقالتين من تأليفه، ضاعتا بدورهما، ولم يصل منهما إلاّ بعض المقتبسات. ويشير الرازي في الحاوي إلى هذه المقتبسات بقوله: «قال اليهودي»، وهناك مقتبسات كثيرة أخرى من هاتين المقالتين عند عدد كبير من المؤلفين العرب من أمثال: ابن سينا والبيروني والقلانسي وابن البيطار.
وقد قام علي بن العباس المجوسي وأبو سهل بِشْر بن يعقوب السجزي في النصف الثاني من الرابع الهجري النصف الثاني من القرن العاشر
الميلادي، بتوجيه نقد علمي لكتاب كنّاش أهرن، مما يشير إلى أهمية هذا الكتاب عند قدامى المؤلفين العرب. كما انتقد المجوسي ترجمة ماسرجويه ووصفها بالغموض.

## أثره
بسبب المقالتين التي أضافهما في ترجمته لكتاب كناش أهرن فإن ماسرجويه يُعد أولَ مؤلف في تاريخ الطب العربي، كما عُدَّ أوّلَ مترجم لكتاب طبي عربي، ويعدّ ماسرجويه أحد ممثلي الثقافة السريانية الذين أتقنوا العربية، وقاموا بدور مهم في تاريخ العلم، وذلك بنقلهم التراث الطبي اليوناني من السريانية إلى العربية، وفي الوقت نفسه يعدّ ماسرجويه ممثلاً للثقافة العربية الإسلامية الناشئة، وواحداً من الشخصيات العلمية ذات الأثر البعيد في بدايات عصر الترجمة، قبل عصر المأمون وبيت الحكمة البغدادي.